# إدوارد ديكنسون
إدوارد ديكنسون (بالإنجليزية: Edward Dickinson)‏ هو محامي وشاعر وسياسي أمريكي، ولد في 1803 في الولايات المتحدة، وتوفي في 16 يونيو 1874 في الولايات المتحدة. حزبياً، نشط في حزب اليمين. وقد انتخب عضو مجلس النواب الأمريكي.